# Пилиповцы
Пилиповцы (укр. Пилипівці) — село в Рогатинской городской общине Ивано-Франковского района Ивано-Франковской области Украины.
Население по переписи 2001 года составляло 23 человека. Занимает площадь 0,875 км². Почтовый индекс — 77022. Телефонный код — 03435.